# Атаксит

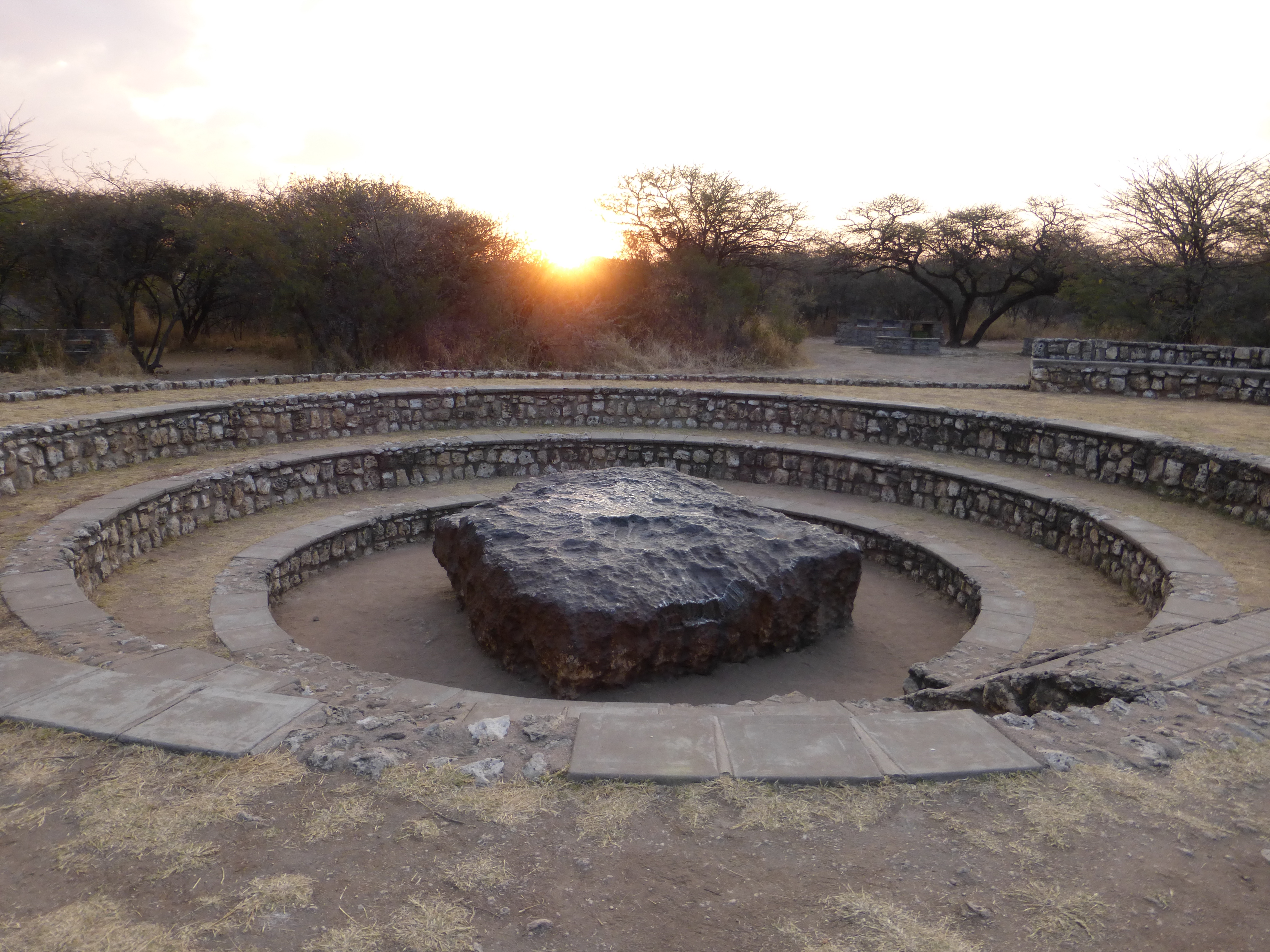
Метеорит Гоба, лежащий там, где был обнаружен в 1920 году в Гротфонтейне, Намибия. Крупнейший из известных метеоритов и железных метеоритов по классификации, состоит из никелево-железного сплава и, по оценкам, весит почти 60 тонн.

Атакси́ты (с греч. «лишённые порядка», «бесструктурные») — структурный класс железных метеоритов редкого типа, содержащих свыше 13% никеля (см. никелево-железный сплав); в атакситах тенит смешан с некоторым количеством камасита, образуя срастание, называемое плесситом. Атакситы, содержащие тенит в качестве своего основного минерала, не показывают видманштеттеновых фигур при травлении.
Атакситы — редкий класс; из 49 железных метеоритов, падения которых наблюдались, ни один не является атакситом, однако 60-тонный метеорит Гоба, самый большой на Земле, найденный погребённым на ферме в Намибии в 1920 году, является атакситом. Тибетская буддистская скульптура «Железный человек», вероятно, была вырезана из атакситового метеорита; она даже могла быть сделана из осколка метеорита Чинге. Другими примерами атакситов являются метеорит Дронино и обломки метеорита Гебель Камиль.